# Артац Вјеу (Долина Аосте)
Артац Вјеу је насеље у Италији у округу Долина Аосте, региону Долина Аосте.
Према процени из 2011. у насељу је живело 43 становника. Насеље се налази на надморској висини од 1708 м.